# Kotzen
Pour le guitariste américain, voir Richie Kotzen.
Kotzen est une commune allemande de l'arrondissement du Pays de la Havel, Land de Brandebourg.

## Géographie
La commune de Kotzen comprend les quartiers de Kotzen, Kriele, Landin, Mittelsinn et Wohnplatz Rhinsmühlen. Elle est née de leur rassemblement le 26 octobre 2003.
|                   | Kleßen-Görne |             |
| Stechow-Ferchesar | Kotzen       | Mühlenberge |
|                   | Nennhausen   |             |

Le territoire de Kotzen est traversé par la Bundesstraße 188 et la luch du Pays de la Havel.

## Histoire
Kotzen est mentionné pour la première fois en 1352 sous le nom de Cozym. En 1353, le village de Landin est mentionné comme une propriété de la famille von Bredow. Le village de Kriele est fondé probablement par des immigrants de la Rhénanie (sans doute de Kriel et Lind, près de Cologne), il est mentionné au XIIIe siècle.
L'église de Kotzen date de l'époque gothique, celle de Kriele du XIVe siècle et celle évangélique du début du XVIIIe siècle.

## Personnalités liées à la commune
- Karl Klaus von der Decken (1833-1865), explorateur né à Kotzen.
- Hedwig von Bredow (1853-1932), fonctionnaire de l'Empire colonial allemand.